# Alyogyne cuneiformis
Alyogyne cuneiformis là một loài thực vật có hoa trong họ Cẩm quỳ. Loài này được (DC.) Lewton mô tả khoa học đầu tiên năm 1915.